# Рагуль
Рагу́ль (також ра́гуль, ро́гуль) — «сільський житель» в українському молодіжному та кримінальному сленгу. Одне зі зневажливих прізвиськ галицьких українців, яке вживали у Львові деякі росіяни з 1960-х років. У ширшому розумінні — малокультурна людина.

## Версії про походження слова
Походження слова «рагуль» — від слова «роги», тобто воно означає «рогатий», «той, що має роги», а вимова «рагуль», «рагатий» через літеру «а» свідчить про російськомовне вживання слова.
У «Словнику російських народних говорів» слово «рогуль» зафіксовано також у значенні «грубый деревенский человек» (записано в 1938 році)

## Сучасні дослідження
Дослідник історії Львова Ілько Лемко зауважує, що після окупації Західної України Радянським Союзом росіяни, які сюди приїхали, почали зневажливо називати галичан спочатку «вуйками», з кінця 1960-х років «рагулями». Віднедавна деякі галицькі українці, мешканці міст, почали цими словами називати своїх же побратимів, але вихідців зі села.
Це поняття вживане в багатьох сферах життя Львова. Сучасні діячі культури Львова визначають це слово як синонім до понять «некультурна, малокультурна людина», «маргінал». У сленгу музикантів Львова, наприклад, це слово означає «музикант, що грає весільну та застарілу музику»

Дослідник історії Львова Ілько Лемко: 
|  | Означення "рагуль", що, нагадую, у жодному разі не є означенням національним чи соціальним, найближче стикається з означенням "плебей", що є протилежністю до людини шляхетної як не за походженням, то, принаймні, за духом. Рагульській пихатості протистоїть природна простота і благородство шляхетних - антирагулізм. |

|  | Але якщо хтось думає, що "рагулі" - це українці, а стисліше - галичани з села, той глибоко помиляється. Я зустрічав типових рагулів росіян і євреїв, які все життя мешкали у великих містах. Отже, перед тим, як говорити про рагулів, треба їх якомога чіткіше термінологічно ідентифікувати. |

Аналізуючи процес засвоєння принизливих назв колоніальними народами, Микола Рябчук пише:
|  | …перед нами типовий, описаний класиками культурної антропології, приклад засвоєння аборигенами колоніальної точки зору на себе як на недонарод із недомовою, недокультурою, недорелігією і т. д. і т. п. Це – прийняття фальшивого й самопринизливого self-image (уявлення про себе), нав'язаного колонізаторами, – в даному разі, уявлення про таку собі «співаючу і танцюючу Малоросію» (за Гоголем), котра коли й мала якесь самобутнє минуле, то майбутнього вже аж ніяк мати не може. Американська дослідниця Оксана Грабович, розвиваючи ідеї Франца Фанона, чудово описала цей процес засвоєння колонізованими негативного self-image, нав'язуваного колонізаторами, процес інтерналізації негативних проєкцій панівної культури. Оскільки колонізований народ, – пише вона, – “внаслідок своєї політичної, економічної й загальної залежності від колонізатора не має змоги проектувати на нього свої власні негативні якості («колективну тінь», у термінах Юнґа, тобто все те негативне і деструктивне, що існує у колективній психіці), то він змушений проектувати їх на самого себе…” Приймаючи систему цінностей колонізаторів, колонізоване суспільство вступає в дедалі гостріший конфлікт із самим собою. Абориген починає ненавидіти себе і тим самим поглиблює власне приниження й поневолення. «Поневолена група стає врешті зневаженою меншістю на власній землі». Як називають цю меншість у більшості наших міст, я гадаю, вам добре відомо: «быки, жлобы, когуты, рогули, колхозники» – перелік дерогативів можна продовжити. |

Письменник і публіцист Юрій Винничук, який видав низку книг про легенди, звичаї та культуру Львова, підтримує теорію, що рагулями за Австро-Угорщини й Польщі могли називати мешканців львівських передмість[неавторитетне джерело]. В'їзд на возах до міста дозволявся тільки вночі, а на світанку, продавши свій товар перекупникам, селяни ' мешканці передмість залишали місто. Отже, рогулями могли бути прості неосвічені люди, і коли когось хотіли охарактеризувати як людину недалеку, то називали «рогулем». Львів'яни словом «рогатка» називали й називають досі ті споруди й самі місця, перехрестя, де були розташовані рогатки.

## Приклади вживання в літературі
- У Львові завжди залишається приблизно та сама кількість сволоти, божевільних, патріотів, громадян, міщан, богеми, рогулів, москалів — усіх категорій населення (Юрій Андрухович, «Мала інтимна урбаністика»);
- …формали-тубільці — автохтонні жителі Мідних Бук — зовнішньо дещо відмінні, що пояснюється нечистою кров'ю. Цей ареал заселений гібридними видами: гопнік-рагуль, гоп «Прикарпатський», гопнікобик. (Любко Дереш, «Культ»);
- Я, Віктор Неборак, солідарний з нею (Оксаною Забужко) в тому, що з нас, українців, уже довгий час роблять «рогулів» і «жлобів» (Віктор Неборак, «Повернення в Леополіс»)